# Canal du Centre (Belgique)
Pour les articles homonymes, voir Canal du Centre.
 (mars 2021).
Le canal du Centre est un canal de Belgique qui reliait le canal Bruxelles-Charleroi, au niveau de Seneffe, à l'ancien  canal Mons-Condé (actuellement comblé) et qui le relie maintenant au canal Nimy-Blaton-Péronnes à grand gabarit. La longueur totale du canal du Centre est de 20,9 kilomètres. Le Centre est un des grands bassins industriels du sillon Sambre-et-Meuse, entre le Borinage et Charleroi.
La section La Louvière-Thieu héberge les quatre ascenseurs à bateaux du canal du Centre. Le premier permet de rattraper une dénivellation de 15,40 mètres, les trois autres de 16,93 mètres chacun. Au total, ils permettent de rattraper une dénivellation de 66 mètres. Ces ascenseurs pour bateaux, entièrement mus par la force hydraulique, font depuis 1998 partie du patrimoine mondial de l'UNESCO. Ils ne sont toutefois plus utilisés que pour le tourisme, depuis la mise en service, en 2002, du nouvel ascenseur de Strépy-Thieu, construit en parallèle à l'ancien canal, pour de grands gabarits (1 350 tonnes).

## Trafic
Le trafic a beaucoup augmenté depuis l’ouverture du nouvel ascenseur de Strépy-Thieu.

### Tonnage
- 1987 : 498 000 tonnes - Qté péniches : 2 853
- 1990 : 335 000 tonnes - Qté péniches : 2 103
- 2000 : 282 000 tonnes - Qté péniches : 1 531
- 2004 : 1 513 000 tonnes - Qté péniches : 4 041
- 2005 : 1 870 000 tonnes - Qté péniches : 4 941
- 2006 : 2 295 000 tonnes

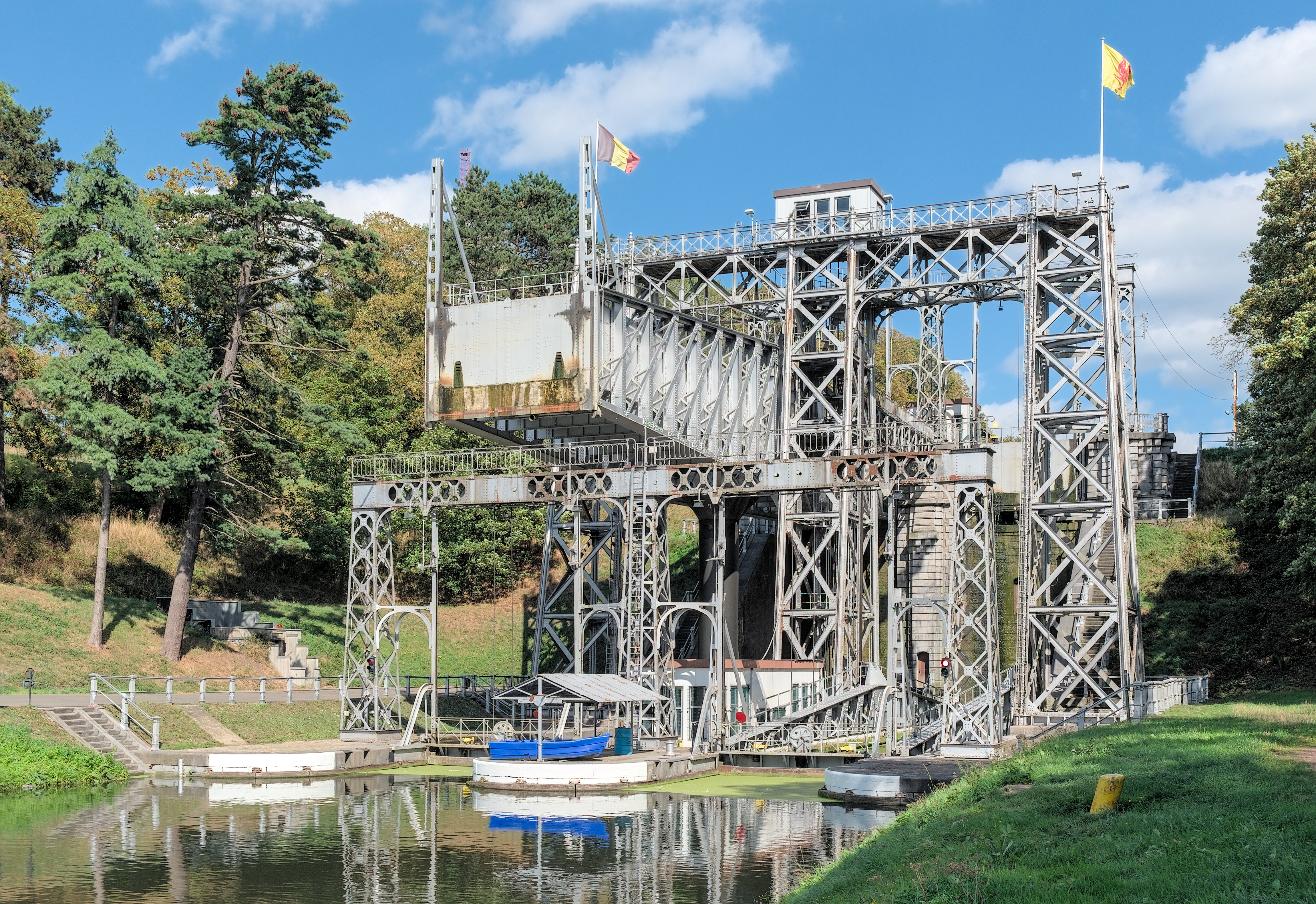
Ascenseur hydraulique n° 3
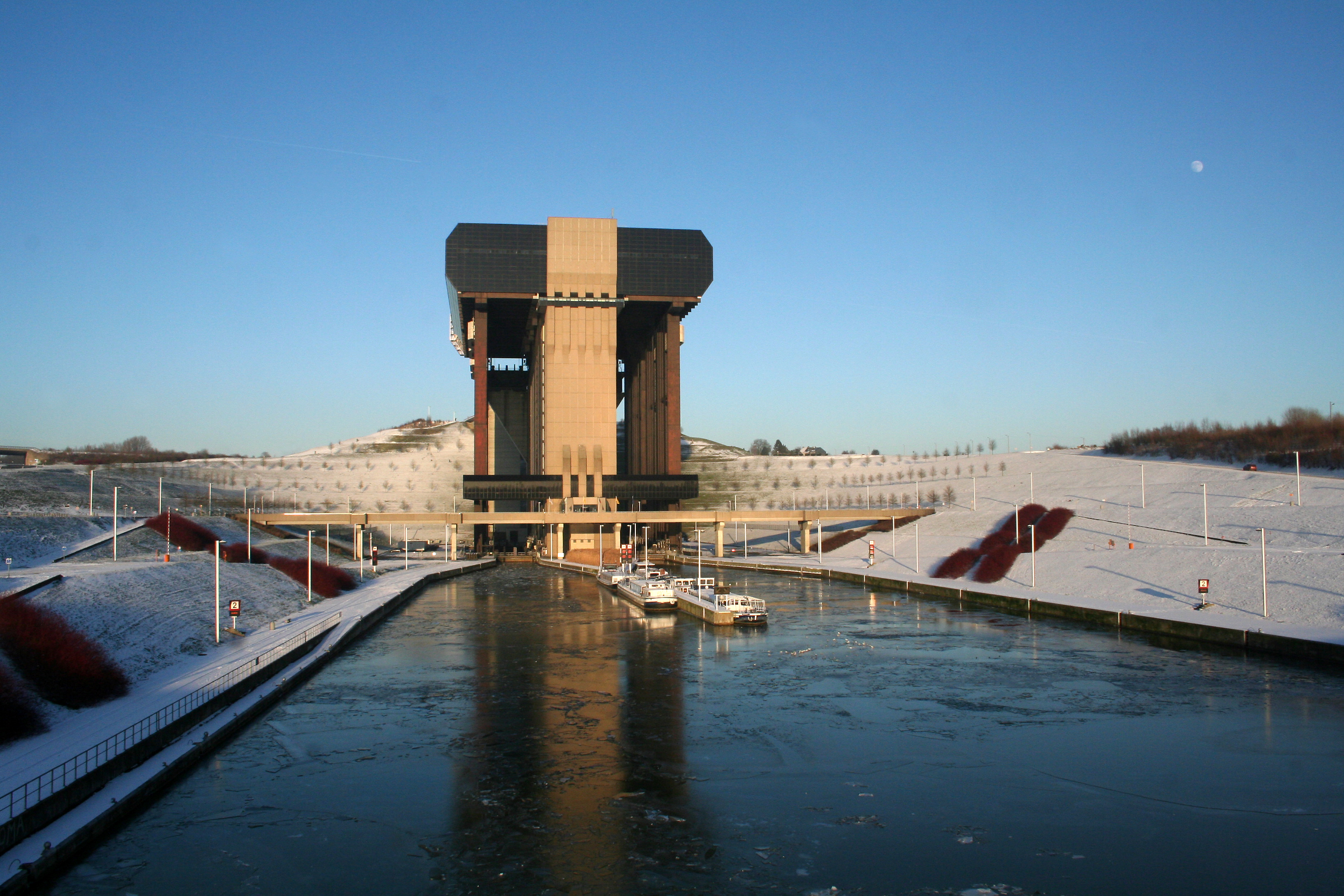
Strépy-Bracquegnies, le nouvel ascenseur à bateaux du canal du Centre.
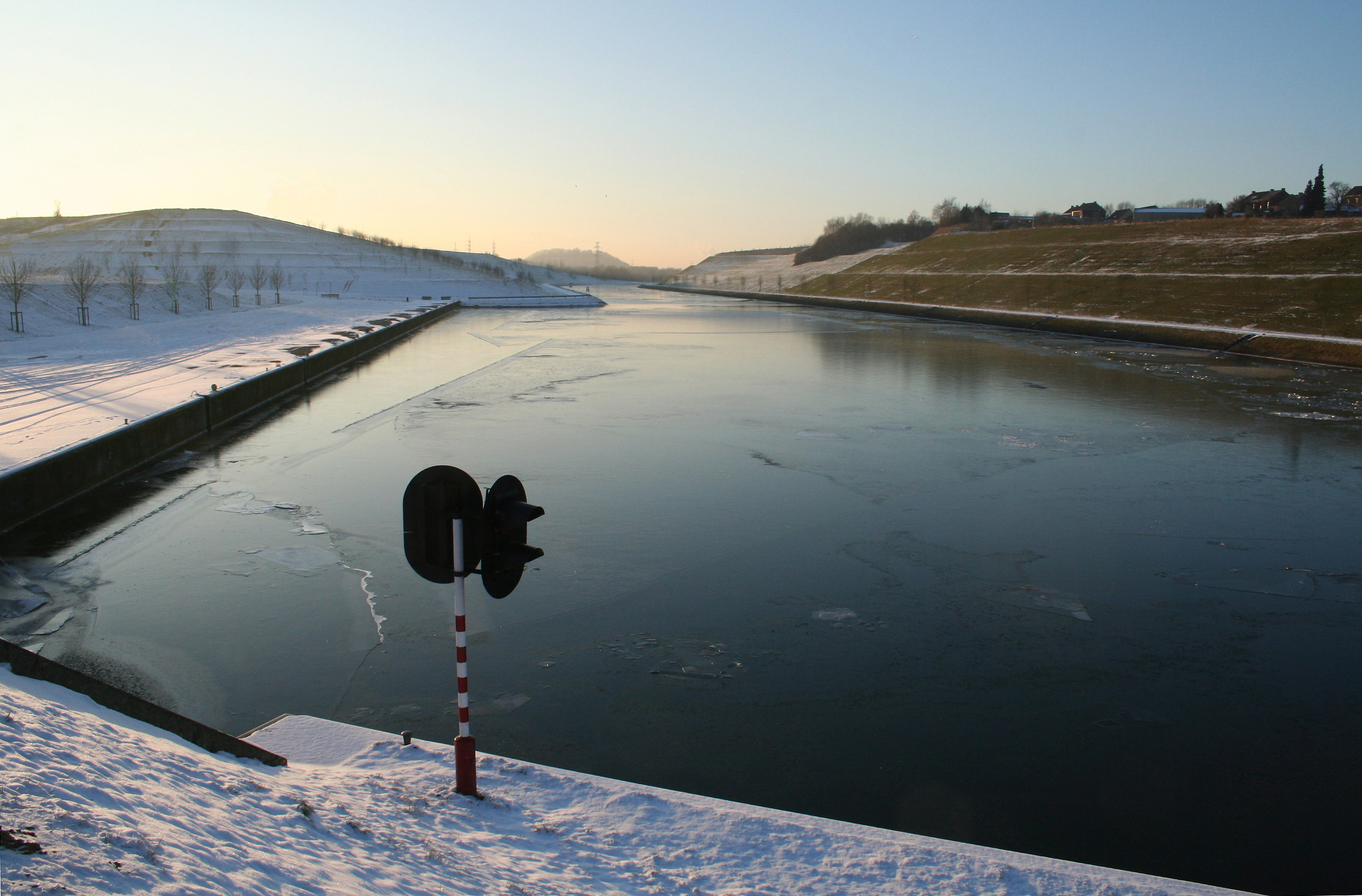
Nouvelle section du Canal du Centre à Thieu.
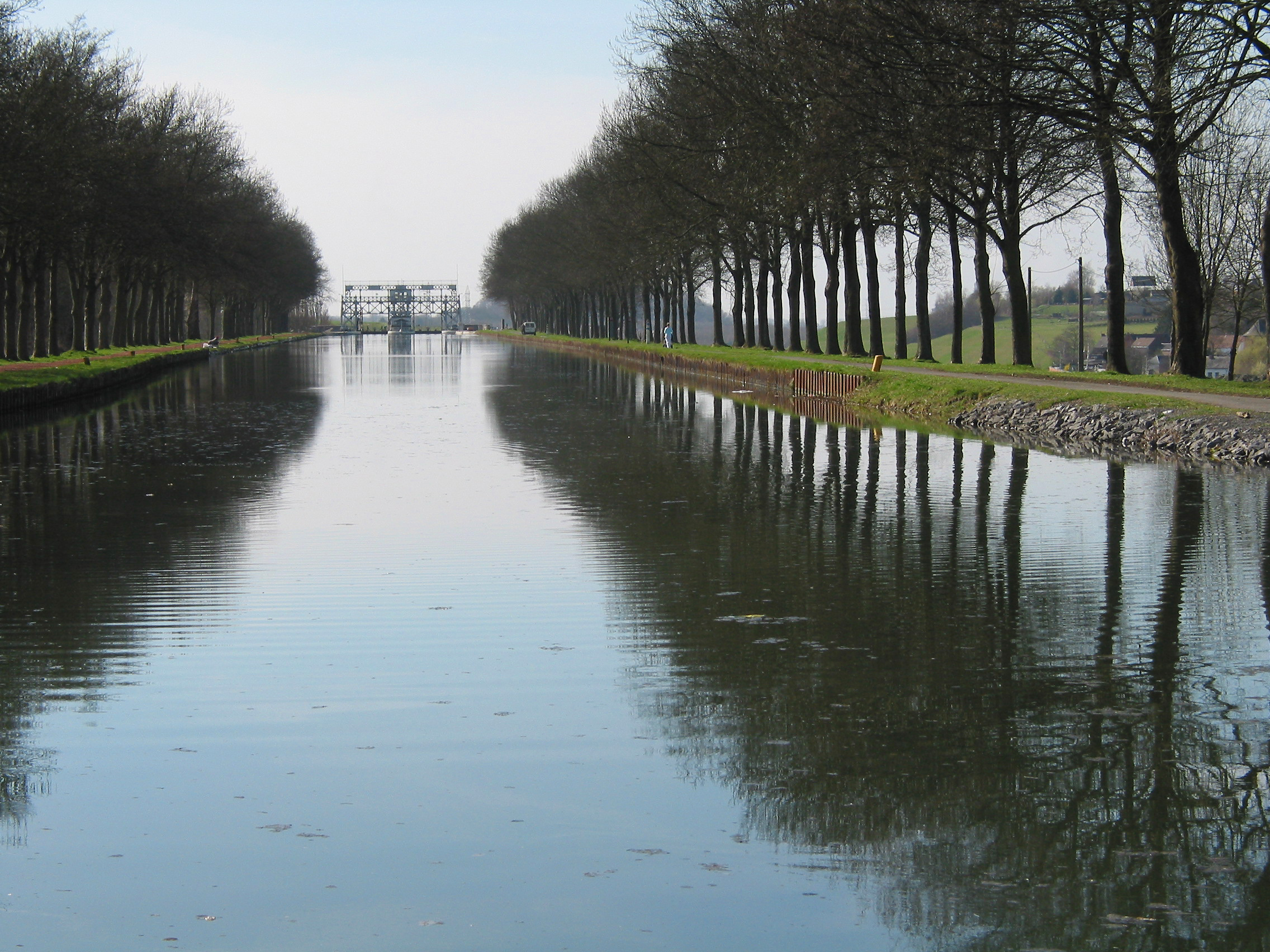
Ancienne section du Canal du Centre et, à l'horizon, l'ascenseur no 4 de Thieu.